# Yasuhiro Nakasone
  Yasuhiro Nakasone  (japonès: 中曽根康弘)  (Takasaki, 27 de maig de 1918 - Tòquio, 29 de novembre de 2019) va ser un polític japonès que va arribar a ser primer ministre des del 27 de novembre de 1982 fins al 6 de novembre de 1987. Contemporani de Ronald Reagan, Helmut Kohl, François Mitterrand, Felipe Gonzalez, Margaret Thatcher i Mikhaïl Gorbatxov, és més conegut per emprendre la privatització de companyies de propietat estatal i per ajudar a revitalitzar el nacionalisme japonès durant el temps del seu mandat com primer ministre.